# Südamerikanische Feldmäuse
Die Südamerikanischen Feldmäuse oder Südamerikanischen Grasmäuse (Akodon) sind eine sehr artenreiche Gattung von Neuweltmäusen, deren Vertreter in Südamerika allgegenwärtig sind und zu den häufigsten Säugetieren des Kontinents zählen.

## Merkmale
Diese Mäuse haben eine Kopf-Rumpf-Länge zwischen 8 und 14 Zentimeter, hinzu kommen 5 bis 10 Zentimeter Schwanz. Sie sind von der Gestalt wühlmausartig, haben einen gedrungenen Leib und kurze Beine. Das weiche Fell ist oberseits grau oder braun, unterseits grau oder weiß.
Die meisten Arten leben in den Grassteppen der Pampa und Patagoniens sowie in niedrigen und mittleren Höhen der Anden. Nur wenige Arten sind im tropischen Regenwald beheimatet. Die Nahrung ist hauptsächlich pflanzlich, aber alle Arten nehmen auch Insekten als Beikost.

## Lebensweise
Die Azara-Grasmaus (Akodon azarae) als sehr häufige Art im Osten Südamerikas ist besonders gut erforscht. Ihre Tragzeit beträgt 22 Tage, und zweimal im Jahr bekommt sie Junge. Die durchschnittliche Wurfgröße liegt bei 3,5. Die Lebensdauer liegt bei nur sieben bis zwölf Monaten, wobei im Herbst geborene Mäuse deutliche länger leben als solche, die im Frühjahr zur Welt kommen. Wie andere Arten auch kann die Azara-Grasmaus das Hanta-Virus übertragen und gilt als Getreideschädling.

## Systematik
Es gibt Uneinigkeit, wie weit die Gattung Akodon zu fassen ist. In manchen Systematiken werden die hier als eigenständig geltenden Gattungen Abrothrix, Deltamys, Necromys, Thalpomys und Thaptomys eingegliedert. Andererseits wird der Untergattung Microxus manchmal der Gattungsstatus zuerkannt.
- ohne Zuordnung zu einer Untergattung
  - Die Erzgestein-Feldmaus (Akodon aerosus) bewohnt die Anden von Ecuador, Peru und Bolivien.
  - Die Bogota-Feldmaus (Akodon bogotensis) lebt in Kolumbien und Venezuela.
- Untergattung Akodon
  - Die Kordilleren-Feldmaus (Akodon affinis) bewohnt das westliche Kolumbien.
  - Die Weißbauch-Graslandmaus (Akodon albiventer) ist von Südostperu bis Nordargentinien verbreitet.
  - Die Kleine Argentinische Feldmaus (Akodon aliquantulus) kommt nur im nordwestlichen Argentinien vor.
  - Die Azara-Feldmaus (Akodon azarae) lebt in Nordargentinien, Paraguay, Uruguay und Südbrasilien.
  - Die Bolivien-Feldmaus (Akodon boliviensis) ist von Südostperu bis Mittelbolivien verbreitet.
  - Die Lauf-Feldmaus (Akodon cursor) lebt in Südostbrasilien und möglicherweise Nordargentinien.
  - Die Dunkelfellige Feldmaus (Akodon dayi) bewohnt Bolivien.
  - Die Cordoba-Feldmaus (Akodon dolores) ist nur aus dem mittleren Argentinien bekannt.
  - Die Rauchfarbene Feldmaus (Akodon fumeus) ist von Südostperu bis Nordargentinien verbreitet.
  - Die Patagonien-Feldmaus (Akodon iniscatus) lebt im mittleren und südlichen Argentinien.
  - Die Junin-Feldmaus (Akodon juninensis) kommt im mittleren Peru vor.
  - Akodon kadiweu lebt in der brasilianischen Cerrado-Region und wurde im Jahr 2021 beschrieben.
  - Die Koford-Graslandmaus (Akodon kofordi) bewohnt Südostperu und Westbolivien.
  - Die Kotosh-Graslandmaus (Akodon kotosh) ist in der Region Huánuco in Peru endemisch.
  - Die Catamarca-Feldmaus (Akodon leucolimnaeus) lebt im nordwestlichen Argentinien.
  - Die Lindbergh-Feldmaus (Akodon lindberghi) ist im mittleren und östlichen Brasilien beheimatet.
  - Die Altiplano-Feldmaus (Akodon lutescens) kommt von Mittelperu bis Nordargentinien vor.
  - Die Molina-Feldmaus (Akodon molinae) lebt im südlichen Argentinien.
  - Die Glattfell-Feldmaus (Akodon mollis) bewohnt Ecuador und Peru.
  - Die Paraguay-Feldmaus (Akodon montensis) ist in Ostparaguay, Südostbrasilien und Nordostargentinien beheimatet.
  - Die Schnurrbart-Feldmaus (Akodon mystax) ist nur aus dem südostbrasilianischen Bergland bekannt.
  - Die Neucuén-Feldmaus (Akodon neocenus) lebt im westlichen Argentinien.
  - Die Medoza-Bergfeldmaus (Akodon oenos) ist nur aus dem westlichen Argentinien bekannt.
  - Die Utcubamba-Feldmaus (Akodon orophilus) bewohnt das mittlere Peru.
  - Die Paraná-Feldmaus (Akodon paranaensis) kommt in Nordostargentinien und Südostbrasilien vor.
  - Die Taija-Feldmaus (Akodon pervalens) ist im südlichen Bolivien beheimatet.
  - Akodon philipmyersi wurde erst 2005 beschrieben und ist nur aus dem nördlichen Argentinien bekannt.
  - Reigs Uruguay-Feldmaus Akodon reigi lebt in Osturuguay und den angrenzenden Regionen Brasiliens.
  - Die Sao Paulo Feldmaus (Akodon sanctipaulensis) bewohnt das südöstliche Brasilien.
  - Die Serra do Mar-Feldmaus (Akodon serrensis) ist ebenfalls im südöstlichen Brasilien beheimatet.
  - Die Weißkehlen-Feldmaus (Akodon simulator) kommt von Südbolivien bis Nordargentinien vor.
  - Die Salta-Feldmaus (Akodon spegazzinii) lebt im nordwestlichen Argentinien.
  - Die Puno-Feldmaus (Akodon subfuscus) bewohnt das südliche Peru und das westliche Bolivien.
  - Die Schiefergraue Feldmaus (Akodon surdus) ist im südöstlichen Peru beheimatet.
  - Die Trockenwald-Feldmaus (Akodon sylvanus) lebt im nordwestlichen Argentinien.
  - Die Toba-Feldmaus (Akodon toba) bewohnt Westparaguay, Südostbolivien und Nordargentinien.
  - Die Feuchtwald-Feldmaus (Akodon torques) kommt im südöstlichen Peru vor.
  - Die Gefleckte Feldmaus (Akodon varius) ist auf das westliche Bolivien beschränkt.
- Untergattung Hypsimys
  - Die Budin-Feldmaus (Akodon budini) lebt in Südbolivien und Nordargentinien.
  - Die Cochabamba-Feldmaus (Akodon siberiae) ist nur aus Zentralbolivien bekannt.
- Untergattung Microxus
  - Die Ecuador-Feldmaus (Akodon latebricola) bewohnt das nördliche Ecuador.
  - Die Kleine Graslandmaus (Akodon mimus), lebt in Südostperu und Westbolivien.